# Mellerud
Mellerud – miejscowość w Szwecji. Siedziba władz administracyjnych gminy Mellerud w regionie Västra Götaland.
Miejscowość leży ok. 50 km od Vänersborga, na zachód od jeziora Vänern. W 1908 roku, kiedy liczba mieszkańców osiągnęła ok. 600 osób, otrzymała status miasta targowego (köping), zniesionego wskutek reformy administracyjnej z 1971 roku.